# Santa Clara (Panamá Oeste)
Santa Clara es un corregimiento del distrito de Arraiján en la provincia de Panamá Oeste, República de Panamá. La localidad tiene 2630 habitantes (2023).
El corregimiento limita al norte con la provincia de Colón, al sur con Nuevo Emperador y el distrito de La Chorrera, al este con Nuevo Emperador y al oeste con el distrito de La Chorrera. Creciendo por su pueblo 